# Julian Eberhard
Julian Eberhard (Saalfelden, 9 de noviembre de 1986) es un deportista austríaco que compite en biatlón. Su hermano Tobias también compite en biatlón.
Ganó dos medallas de bronce en el Campeonato Mundial de Biatlón, en los años 2017 y 2019. Participó en los Juegos Olímpicos de Pyeongchang 2018, ocupando el cuarto lugar en velocidad y en el relevo.

## Palmarés internacional
| Campeonato Mundial | Campeonato Mundial   | Campeonato Mundial | Campeonato Mundial |
| Año                | Lugar                | Medalla            | Prueba             |
| ------------------ | -------------------- | ------------------ | ------------------ |
| 2017               | Hochfilzen (Austria) | Medalla de bronce  | Relevo             |
| 2019               | Östersund (Suecia)   | Medalla de bronce  | Salida en grupo    |